# Loripes lucinalis
Loripes lucinalis är en musselart som först beskrevs av Jean-Baptiste Lamarck 1818.  Loripes lucinalis ingår i släktet Loripes och familjen Lucinidae. Inga underarter finns listade i Catalogue of Life.

Höger klaff
Vänster klaff

var. leucoma

Höger klaff
Vänster klaff